# Chrysomima bisecta
Chrysomima bisecta är en fjärilsart som beskrevs av Paul Dognin 1914. Chrysomima bisecta ingår i släktet Chrysomima och familjen mätare. Inga underarter finns listade i Catalogue of Life.